# Аеродром Братислава
Аеродром Милан Растислав Штефаник (: , : ; слч. Letisko Milana Rastislava Štefánika), познат и као аеродром Братислава (словен. Letisko Bratislava), је међународни аеродром који опслужује словачку престоницу, Братиславу. Аеродром се налази 9 километара североисточно од центра града. Ипак, због близине Беча и Братиславе аеродром служи и као резервни за Беч, удаљен приближно 50 километара западно.
Аеродром је примила свој име у част Милана Растислава Штефаника 1993. године, који је погинуо у паду авиона изнад Братиславе 1919. године.
Аеродром у Братислави је најважнија ваздушна лука у Словачкој. 2018. године кроз аеродром је прошло 2,3 милиона путника.
Аеродром је авио-чвориште за „Рајанер” и „Смартвингс Словакија”.

## Историја
Први редовни лет са аеродрома летела 1923. између Прага и Братиславе тада националним авио-превозником ЧСА, али са старог градског аеродрома Вајнори, данас затвореног. Градња данашњег аеродрома је започета 1948. године, да би аеродром коначно био пуштен у саобраћај 1951. године.
Данас аеродром служи за редовне и чартер летове, као и домаћи и међународни авио-саобраћај.
Аеродромски капацитет је око 2 милиона путника. На аеродрому постоје два терминала: „Одласци” терминал А, грађен 1971, и „Доласци” терминал Б, грађен 1994. Број путника се смањио е смањио почетком 1990-их године услед близине бечког аеродрома Швехат. Међутим, ово се убрзо променило. 2007. године кроз братиславски аеродром је прошло више од 2 милиона путника.

## Статистике
| Година   | 1997    | 1998    | 1999    | 2000    | 2001    | 2002    | 2003    | 2004    | 2005      | 2006      | 2007      |
| -------- | ------- | ------- | ------- | ------- | ------- | ------- | ------- | ------- | --------- | --------- | --------- |
| Путнике  | 285.983 | 324.219 | 276.092 | 283.714 | 293.326 | 368.203 | 480.011 | 893.614 | 1.326,493 | 1.937,642 | 2.024,142 |
| Карго () | 1.641   | 1.443   | 1.605   | 2.878   | 3.171   | 4.831   | 10.736  | 6.972   | 3.633     | 5.055     |           |

## Авио-компаније и дестинације
Следеће авио-компаније користе аеродром Милан Растислав Штефаник (април 2008):

### Редовне авио-компаније
- Аерофлот (Москва-Шереметјево) [почиње од 27. маја 2008.]
- Ер Словакија (Кувајт [сезонски], Тел Авив)
- Луфтханза
  - Луфтханза Риџенал летове обавља Луфтханза СитиЛајн (Минхен)
- Рајанер (Бирмингем [почиње од 18. јуна 2008.], Бремен [прекид од 31. маја 2008.], Бристол, Гирона, Даблин, Единбург [почиње од 8. септембра 2008.], Ист Мидландс, Лондон-Станстед, Бергамо-Орио ал Серио, Стокхолм-Скавста, Франкфурт-Хан)
- Скај Јуроп (Атина [сезонски], Барселона [сезонски], Бирмингем, Бургас [сезонски], Варна [сезонски], Даблин, Дубровник [сезонски], Истанбул-Сабих Гокчен [почиње од 28. априла 2008.], Катанија [сезонски], Корк, Кошице, Лондон-Лутон, Малага [сезонски], Манчестер, Париз-Орли, Сплит [сезонски], Рим-Леонардо да Винчи, Солун [сезонски])
- ЧСА (Праг)

### Чартер авио-компаније
- Булгарија ер
- Булгарија ер чартер
- Ер Каиро
- Ер Словакија
- Картхаго ерлајнс
- Корал блу
- Нувелер
- Сигал ер
- Скај Јуроп
- Тунисер